# Jonathan Toomey : Le Miracle de Noël
Pour plus de détails, voir Fiche technique et Distribution.
Jonathan Toomey : Le Miracle de Noël est un film de Noël britannique réalisé par Bill Clark en 2007.

## Synopsis
Jonathan Toomey (Tom Berenger) est le meilleur menuisier du village. Solitaire, il ne sourit jamais, ne parle à personne et cache un douloureux secret.Un jour, Susan McDowell (Joely Richardson) et son fils Thomas (Aran Bell) frappent à sa porte. Le mari de Susan est mort à la guerre. Thomas est vraiment désespéré, car il a perdu les seuls objets qui le reliaient à son père : une série d'animaux sculptés servant à décorer la crèche de Noël. Jonathan va créer pour Thomas une nouvelle collection d'animaux de Noël. Ensemble, ils vont reprendre goût à la vie.

## Fiche technique
- Titre original : The Christmas Miracle of Jonathan Toomey
- Titre français : Jonathan Toomey : Le Miracle de Noël
- Titre québécois : Jonathan Toomey
- Réalisation : Bill Clark
- Genre : Comédie dramatique
- Durée : 91 minutes
- Sortie : 2007

## Distribution
- Aran Bell : Thomas Tyler
- Tom Berenger (VF : Jérôme Keen) : Jonathan Toomey
- Saoirse Ronan : Celia Hardwick
- Joely Richardson (VF : Sophie Planet) : Susan McDowell
- Luke Ward-Wilkinson : Richard McDowell
- Elliot Cowan : James McDowell
- Jenny O'Hara (VF : Olivia Dutron) : Mme Hickey
- Derek Riddell : Parson